# Юркка, Эмми
Эмми Ирена Юркка (урождённая Туоми) (фин. Emmi Irene Jurkka; 21 апреля 1899, Гельсигфорс, Великое княжество Финляндское, Российская империя — 17 октября 1990, Хельсинки, Финляндия) — финская актриса
 театра и кино, режиссёр, театральный деятель. В 1954 году награждена медалью Pro Finlandia. Лауреат финской национальной кинопремии Юсси лучшую женскую роль в фильме Kun on tunteet (1954).

## Биография
В театре с 16-летнего возраста. Дебютировала на сцене Народного театра в 1919 году.
В 1922 году вышла замуж за актёра и театрального режиссера Эйно Юркка, затем путешествовала по всей Финляндии со своим мужем. С 1933 года выступала на сцене Финского национального театра. Играла также в ряде других театров Финляндии (Оулу, Выборг, Турку и Хельсинки).
В 1953 году совместно с дочерью организовала собственный «Театр Юркка».
Играла драматические роли: Иоанна («Святая Иоанна» Б. Шоу), Хайтанг («Кавказский меловой круг» Брехта), Маша («Живой труп»), Катюша («Воскресение» по Толстому), Кирсти («Смерть Элизы» Нумерса).
Снималась в кино. За свою творческую карьеру сыграла в 46 кино-, телефильмах и сериалах. Была режиссёром.

## Избранная фильмография
- Se parhaiten nauraa, joka viimeksi nauraa, 1921
- Kun isällä on hammassärkyy, 1923
- Sano se suomeksi, 1931
- Kun isä tahtoo…, 1935
- Kaikenlaisia vieraita, 1936
- Eteenpäin — elämään, 1939
- Herrat ovat herkkäuskoisia, 1939
- Herra johtajan "harha-askel, 1940
- En mans väg, 1940
- Eulalia-täti, 1940
- Ketunhäntä kainalossa, 1940
- Suomisen perhe, 1941
- Viimeinen vieras, 1941
- Varaventtiili, 1942
- Puck, 1942
- Keinumorsian, 1943
- Maskotti, 1943
- Hans största seger, 1944
- Kilroy sen teki, 1948
- Keittiökavaljeerit, 1948
- Piraten älskaren, 1949
- …ja Helena soittaa, 1951
- Yö on pitkä, 1952
- 'Kärlek i mars, 1954
- «Minökö isä!», 1954
- Oi, muistatkos…, 1954
- Alla äro vi oskyldiga, 1954
- Tähtisilmä, 1955
- Säkkijärven polkka, 1955
- Helunan häämatka, 1955
- Jokin ihmisessä, 1956
- Silja — nuorena nukkunut, 1956
- Rintamalotta, 1956
- Pää pystyyn Helena, 1957
- Asessorin naishuolet, 1958
- Iloinen Linnanmäki, 1960
- Teatterituokio, 1962 (ТВ-сериал)
- Tervehdys Berthalta, 1965
- Asemahotelli, 1965 (ТВ-сериал)
- Virkeät varttuneet, 1966
- Kuten haluatte, 1968 (ТВ-сериал)
- Emmi, 1981

Мать актёра Сакари Юркка.